# Marianne Dubertret
Marianne Dubertret, née le 7 août 1968, est une écrivaine, journaliste et critique littéraire française.
Âgée d'à peine seize ans, elle crée la sensation en 1984 avec la parution d'un premier roman, Fany de bulle en bulle. Bernard Pivot l'invite sur le plateau d'Apostrophes et la presse salue « la plus jeune romancière de France, ». Dix ans plus tard, c'est dans l'émission Bas les masques de Mireille Dumas qu'elle évoque la traversée du désert qui a suivi,. Il faut attendre 1999 pour voir la publication d'un deuxième roman, Un faux frère. Entre-temps, Marianne Dubertret est devenue journaliste à l'hebdomadaire La Vie. En 2014, elle y publie toujours des critiques littéraires.

## Œuvres
- Fany de bulle en bulle, 1984
- Un faux frère, 1999